# آیرینا زارتسکا
آیرینا زارتسکا (انگلیسی: Irina Zaretska؛ متولد ۴ مارس ۱۹۹۶) کاراته‌کای اوکراینی (تا سال ۲۰۱۴) و آذربایجانی (از سال ۲۰۱۵) است. وی در مسابقات کاراته قهرمانی جهان ۲۰۱۸ که در مادرید، اسپانیا برگزار شد، در کومیته ۶۸ کیلوگرم زنان قهرمان جهان شد. وی در سال ۲۰۱۴ یکی از مدال‌های برنز را در این دسته از آن خود کرد.

## حرفه
وی در بازی‌های همبستگی کشورهای اسلامی ۲۰۱۷ که در باکو، آذربایجان برگزار شد، در کومیته ۶۸ کیلوگرم زنان مدال طلا را از آن خود کرد.
وی در مسابقات کاراته قهرمانی اروپا ۲۰۱۸ که در نووی ساد، صربستان برگزار شد، در کومیته ۶۸ کیلوگرم زنان مدال نقره را بدست آورد. در بازی نهایی، او مقابل النا کویریچی از سوئیس شکست خورد.
وی در بازی‌های اروپایی ۲۰۱۹ که در مینسک، بلاروس برگزار شد، در کومیته ۶۸ کیلوگرم زنان صاحب مدال نقره شد. چهار سال قبل، او در بازی‌های اروپایی ۲۰۱۵ که در باکو، آذربایجان برگزار شد، در همین دسته موفق به کسب مدال طلا شد.
وی قرار است به عنوان نماینده آذربایجان در کاراته در بازیهای المپیک تابستانی ۲۰۲۰ توکیو، ژاپن رقابت کند.